# Patrick Fiori

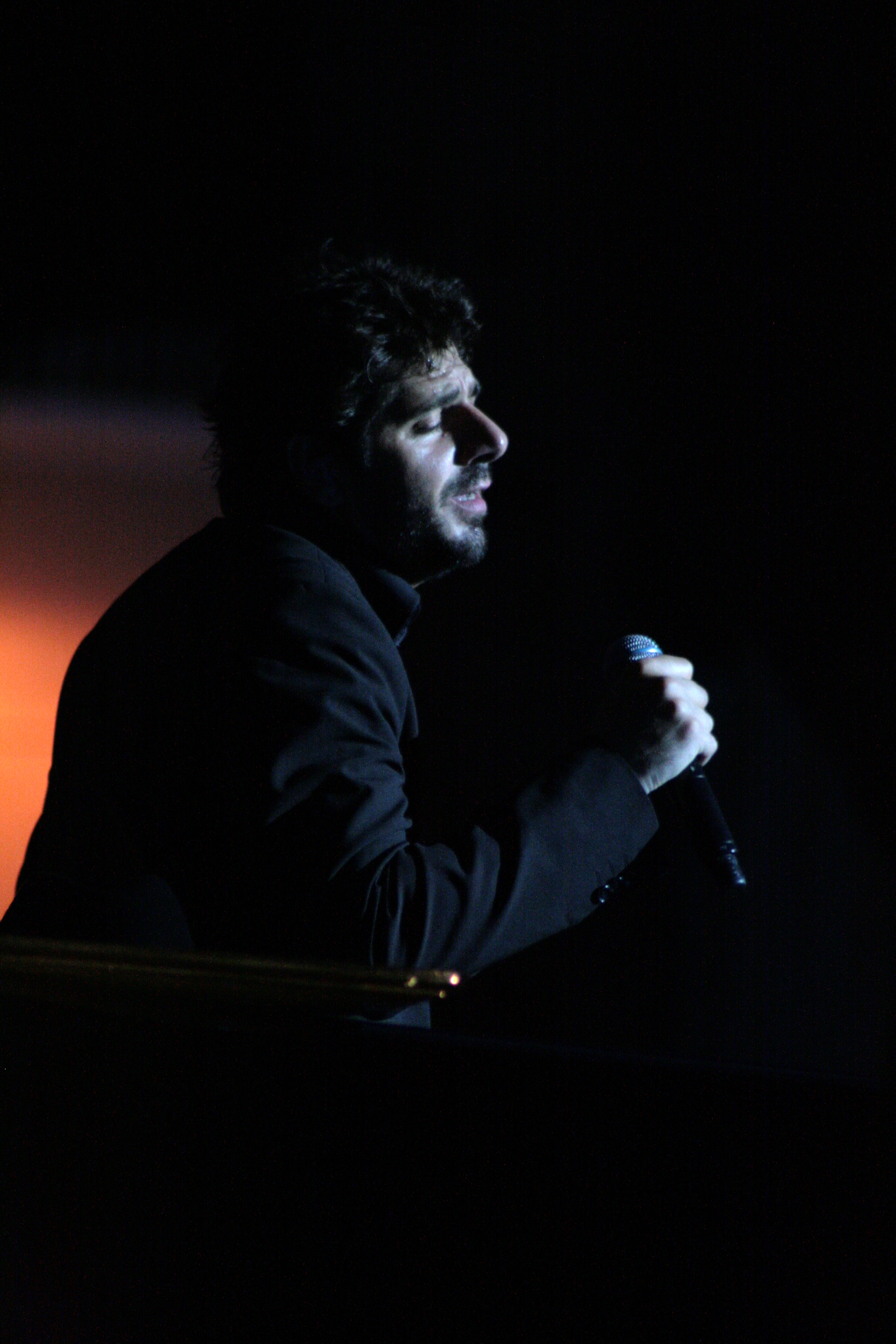
Patrick Fiori (2009)

Patrick Fiori (* 23. September 1969 in Marseille; eigentlich Patrick Jean-François Chouchayan) ist ein französischer Songwriter und Interpret, der 1993 Frankreich beim Eurovision Song Contest vertrat.

## Leben
Patrick Fiori ist Sohn des Armeniers Jacques Chouchayan und der Korsin Marie Antoinette Fiori und wurde 1969 in Marseille geboren. Seit 2008 ist er mit der Komponistin und dem Model Ariane Quatrefages verheiratet. 2009 wurde er Vater eines kleinen Jungen.

## Karriere
Seine erste Musicalrolle übernahm Fiori im Alter von zwölf Jahren im Musical La légende des santonniers. Mit 16 Jahren nahm er seine erste Single Stéphanie auf. Mit dem Song Mama Corsica erreichte er 1993 den vierten Platz beim Eurovision Song Contest, ein Jahr später folgte das erste Album Puisque c’est l’heure. Der Durchbruch gelang ihm jedoch erst 1997 mit der Rolle des „Phoebus“ im Musical Notre Dame de Paris. Sowohl die Aufführungen als auch die Aufnahmen waren in Frankreich ein großer Erfolg. Der aus diesem Musical stammende Song Belle wurde mit Garou und Daniel Lavoie zusammen aufgenommen, hielt sich insgesamt 31 Wochen in den Top 10, davon 18 Wochen an der Spitze der französischen Charts. Es folgte ein Vertrag mit Sony. Im Jahr 2000 beendete Fiori die Teilnahme an dem Musical und widmete sich ganz seiner musikalischen Karriere. Seine Studioalben aus den Jahren 2002 und 2005 wurden besondere Erfolge, unter anderem wurde der Erfolg durch das Zusammenwirken mit Musikern wie Jean-Jacques Goldman und Jacques Venruso begünstigt. Beide Alben erreichten die französischen Top 10 und hielten sich über ein Jahr in den Hitparaden. Nach mehr als 11 Jahren erreichte Fiori wieder Platz eins der französischen Charts – auch dieses Mal war es im Trio: Der Song 4 mots sur un piano wurde von Jean-Jacques Goldman komponiert und gesungen von Fiori, Goldman und Christine Ricol. Das nächste Album erreichte ebenfalls die französischen Top 10 und erreichte Gold-Status: Les choses de la vie ist eine Hommage an Klassiker der Filmmusik und enthält neben eigenen Kompositionen und Kompositionen seiner Frau neue Einspielungen aus Filmen wie Der Pate (Parle plus bas von Nino Rota) oder Borsalino (Liberta von Claude Bolling). Seit 1999 nimmt Fiori an den jährlichen Benefizveranstaltungen Les Enfoirés teil und erreichte mit den entsprechenden Live-Aufnahmen jeweils neunmal die Spitze der französischen und der belgischen Hitparaden und zweimal die Spitze der Schweizer Hitparaden. Fiori schrieb auch für andere Interpreten wie Patricia Kaas und Julie Zenatti, Fioris Lied Si je m’en sors ist der erste Hit von Zenatti. Patrick Fiori spricht auch Rollen in den französischen Versionen der Walt-Disney-Zeichentrickfilme Der Prinz von Ägypten und Mulan.
2010 erschien das neue Album L’instinct masculin, unter anderem mit einem Duett mit Johnny Hallyday. Wiederum war Jean-Jacques Goldman maßgeblich beteiligt. Die erste Single Peut-être que peut-être erfuhr eine erhebliche Medienkampagne.

## Diskografie

### Alben
| Jahr | Titel                                           | Höchstplatzierung, Gesamtwochen, AuszeichnungChartplatzierungen (Jahr, Titel, Platzierungen, Wochen, Auszeichnungen, Anmerkungen) | Höchstplatzierung, Gesamtwochen, AuszeichnungChartplatzierungen (Jahr, Titel, Platzierungen, Wochen, Auszeichnungen, Anmerkungen) | Höchstplatzierung, Gesamtwochen, AuszeichnungChartplatzierungen (Jahr, Titel, Platzierungen, Wochen, Auszeichnungen, Anmerkungen) | Anmerkungen                                                                                    |
| Jahr | Titel                                           | FR | BEW | CH | Anmerkungen                                                                                    |
| ---- | ----------------------------------------------- | --- | --- | --- | ---------------------------------------------------------------------------------------------- |
| 1994 | Puisque c’est l’heure                           | — | — | — |                                                                                                |
| 1995 | Le cœur à l’envers                              | — | — | — |                                                                                                |
| 1998 | Prends-moi                                      | FR17 ×2Doppelgold · (25 Wo.)FR | BEW14 (21 Wo.)BEW | — | Erstveröffentlichung: 1. Juni 1998                                                             |
| 2000 | Chrysalide                                      | FR11 Gold · (25 Wo.)FR | BEW8 (21 Wo.)BEW | CH47 (7 Wo.)CH | Erstveröffentlichung: 24. April 2000                                                           |
| 2002 | Patrick Fiori                                   | FR6 ×2Doppelgold · (77 Wo.)FR | BEW8 (3 Wo.)BEW | CH37 (6 Wo.)CH | Erstveröffentlichung: 21. Oktober 2002                                                         |
| 2005 | Si on chantait plus fort...                     | FR4 Gold · (56 Wo.)FR | BEW14 (15 Wo.)BEW | CH59 (3 Wo.)CH | Erstveröffentlichung: 25. September 2005                                                       |
| 2007 | 4 mots                                          | FR— GoldFR | BEW11 (20 Wo.)BEW | CH69 (2 Wo.)CH | Erstveröffentlichung: 2. November 2007 Best-of-Album, inklusive Videos und Unplugged-Versionen |
| 2008 | Les choses de la vie                            | FR7 Gold · (52 Wo.)FR | BEW7 (41 Wo.)BEW | — | Erstveröffentlichung: 21. November 2008 Doppelalbum, Hommage an Filmmusik                      |
| 2010 | L’instinct masculin                             | FR3 Platin · (61 Wo.)FR | BEW5 (27 Wo.)BEW | CH56 (3 Wo.)CH | Erstveröffentlichung: 24. September 2010                                                       |
| 2011 | L’instinct masculin – Live au Dôme de Marseille | FR24 (6 Wo.)FR | BEW12 (9 Wo.)BEW | — | Erstveröffentlichung: 19. September 2011 Livealbum                                             |
| 2014 | Choisir                                         | FR2 Gold · (27 Wo.)FR | BEW4 (41 Wo.)BEW | CH26 (4 Wo.)CH | Erstveröffentlichung: 12. Mai 2015                                                             |
| 2017 | Promesse                                        | FR3 Platin · (23 Wo.)FR | BEW6 (39 Wo.)BEW | CH19 (5 Wo.)CH | Erstveröffentlichung: 29. September 2017                                                       |
| 2020 | Un air de famille                               | FR2 Platin · (71 Wo.)FR | BEW1 (62 Wo.)BEW | CH8 (18 Wo.)CH | Erstveröffentlichung: 2. Oktober 2020                                                          |
| 2024 | Le chant est libre                              | FR4 Gold · (41 Wo.)FR | BEW2 (21 Wo.)BEW | CH9 (3 Wo.)CH | Erstveröffentlichung: 9. Februar 2024                                                          |

grau schraffiert: keine Chartdaten aus diesem Jahr verfügbar

### Singles
| Jahr | Titel Album                                     | Höchstplatzierung, Gesamtwochen, AuszeichnungChartplatzierungen (Jahr, Titel, Album, Platzierungen, Wochen, Auszeichnungen, Anmerkungen) | Höchstplatzierung, Gesamtwochen, AuszeichnungChartplatzierungen (Jahr, Titel, Album, Platzierungen, Wochen, Auszeichnungen, Anmerkungen) | Höchstplatzierung, Gesamtwochen, AuszeichnungChartplatzierungen (Jahr, Titel, Album, Platzierungen, Wochen, Auszeichnungen, Anmerkungen) | Anmerkungen                                                                      |
| Jahr | Titel Album                                     | FR | BEW | CH | Anmerkungen                                                                      |
| ---- | ----------------------------------------------- | --- | --- | --- | -------------------------------------------------------------------------------- |
| 1993 | Mama Corsica Puisque c’est l’heure              | FR40 (2 Wo.)FR | — | — | Platz 4 beim Eurovision Song Contest 1993                                        |
| 1998 | Belle Notre Dame de Paris                       | FR1 Diamant · (60 Wo.)FR | BEW1 ×3Dreifachplatin · (44 Wo.)BEW | — | mit Daniel Lavoie und Garou                                                      |
| 1999 | Elle est Prends-moi                             | FR9 Gold · (22 Wo.)FR | BEW12 (14 Wo.)BEW | — |                                                                                  |
| 1999 | J’en ai mis du temps Prends-moi                 | FR38 (15 Wo.)FR | — | — |                                                                                  |
| 1999 | Terra umana Chrysalide                          | FR48 (8 Wo.)FR | — | — |                                                                                  |
| 2000 | Que tu reviennes Chrysalide                     | FR13 (19 Wo.)FR | BEW10 (14 Wo.)BEW | — | Chrysalide                                                                       |
| 2000 | Juste une raison encore Chrysalide              | FR45 (14 Wo.)FR | BEW13 (12 Wo.)BEW | — | Erstveröffentlichung: 24. Oktober 2000                                           |
| 2003 | Je sais où aller Patrick Fiori                  | FR13 (17 Wo.)FR | — | CH86 (1 Wo.)CH | Erstveröffentlichung: 9. Mai 2003                                                |
| 2006 | Toutes les peines Si on chantait plus fort...   | FR11 (13 Wo.)FR | — | CH37 (9 Wo.)CH | Erstveröffentlichung: 6. Januar 2006                                             |
| 2007 | 4 mots sur un piano Si on chantait plus fort... | FR1 Gold · (33 Wo.)FR | BEW7 (19 Wo.)BEW | CH40 (15 Wo.)CH | Erstveröffentlichung: 20. Juli 2007 mit Jean-Jacques Goldman und Christine Ricol |
| 2010 | Peut-être que peut-être L’instinct masculin     | — | BEW14 (16 Wo.)BEW | — | Erstveröffentlichung: 28. Juni 2010                                              |
| 2012 | All By Myself –                                 | FR140 (1 Wo.)FR | — | — |                                                                                  |
| 2014 | Elles Choisir                                   | FR59 (11 Wo.)FR | BEW49 (1 Wo.)BEW | — | Erstveröffentlichung: 14. Februar 2014                                           |
| 2015 | Corsica –                                       | FR27 (19 Wo.)FR | BEW43 (1 Wo.)BEW | — | Erstveröffentlichung: 3. Juli 2015 mit Patrick Bruel                             |
| 2017 | Pour mieux s’aimer –                            | FR10 (2 Wo.)FR | — | — |                                                                                  |
| 2017 | Où je vis Promesse                              | FR32 (8 Wo.)FR | — | — | Erstveröffentlichung: 7. Juli 2017                                               |

grau schraffiert: keine Chartdaten aus diesem Jahr verfügbar
Weitere Singles
- 2017: Promesse (mit Slimane)
- 2018: Chez nous (Plan d’Aou, Air Bel) (feat. Soprano, FR: Gold)
- 2020: J’y vais (mit Florent Pagny, FR: Gold)

Weitere Lieder mit Auszeichnungen
- 2017: Les gens qu’on aime (FR: Gold)

### Videoalben
- 2011: L’instinct masculin – Live au Dôme de Marseille (FR: Gold)[5]